# Medinat Tel Aviv
Medinat Tel Aviv (hebräisch מְדִינַת תֵּל אָבִיב Mədīnat Tel Avīv, deutsch ‚Staat Tel Aviv‘) ist ein Begriff im israelischen Diskurs, der die Stadt Tel Aviv und ihr Umland beschreibt, vor allem in kulturellen, sozialen und politischen Kontexten. Der Begriff spiegelt die Wahrnehmung wider, dass Tel Aviv als eigenständige Region mit einem liberalen, globalisierten und westlich geprägten Lebensstil gilt – eine Art „Blase“ oder „Staat im Staat“, die sich vom restlichen Israel abhebt.
In den letzten Jahren hat sich der Umgang mit dem Begriff „Medinat Tel Aviv“ gewandelt: Von einem überwiegend kritischen Ausdruck hat er sich zu einem Symbol für liberale, progressive Werte entwickelt und wird zunehmend positiv genutzt, besonders als Gegenpol zur konservativen Regierung.

## Politik
Die beiden Ansichten könnten als konträre Perspektiven auf den gesellschaftlichen und politischen Zustand Israels beschrieben werden. 

### Liberale Perspektive
Aus der Sicht der liberalen Bevölkerung von Tel Aviv wird der Rest Israels oft als regressiv wahrgenommen. Damit ist gemeint, dass er an konservativen, traditionellen und religiösen Werten festhält, die als rückschrittlich gelten und nicht mit den modernen, globalisierten und fortschrittlichen Idealen der „Tel Aviver Blase“ übereinstimmen. Diese „regressive“ Haltung wird von den Liberalen als die Ursache für wirtschaftliche, kulturelle und internationale Isolation betrachtet.

### Konservative Perspektive
Im Gegensatz dazu sehen konservative und traditionelle Kreise den Lebensstil in Tel Aviv oft als dekadent, elitäre Abkoppelung von nationalen Werten und als eine Bedrohung für die traditionellen gesellschaftlichen Strukturen. Diese Ansicht kritisiert die liberale Haltung als zu sehr westlich geprägt und von der israelischen Realität entfernt.
In diesem Sinne verkörpert Tel Aviv für die Liberalen ein Bild von Fortschritt und Weltoffenheit, während der Rest Israels aus ihrer Perspektive als „regressiv“ angesehen wird, weil er an Werten festhält, die als überholt betrachtet werden.

## Gesellschaftliche und politische Implikationen

### Liberale Kreise
Die Linke wiederum verwendet den Ausdruck „Medinat Tel Aviv“, um sich von der Radikalität rechter Parteien wie Otzma Yehudit zu distanzieren. Diese Parteien, so die Ansicht der Liberalen, haben dank Drohungen und Unterstützung durch die Regierungspartei (Likud und Netanjahu), die sie als politische Partner benötigten, um juristische Probleme zu umgehen, unfaire politische Macht erlangt. Diese Macht fördert destruktive Ideologien wie die Besiedlung von Area C in den palästinensischen Gebieten durch den Ausbau der Siedlungen, schadet der LGBTQ-Gemeinschaft durch die Förderung von Parteigängern in Schlüsselpositionen wie Polizei und Justiz, um Übergriffe zu vertuschen, und toleriert die Gewalt von Siedlern und extremen jüdischen Gruppen. Diese Gruppen entgehen oft Strafen, die verhängt worden wären, hätten sich ihre Aktionen nicht gegen Minderheiten, sondern gegen Juden gerichtet (wie etwa Morde, die oft mit milderen Haftstrafen enden). Sie nutzen Provokationen, um durch eine kleine extremistische Minderheit ihre politische Macht auszubauen, was internationale Beziehungen belastet.
Durch die Förderung von Haushaltsmitteln zur Entwicklung der Siedlungen gelingt es, große Bevölkerungsgruppen von gemäßigten Positionen zu extrem rechten Haltungen zu bewegen, da das Leben in den Siedlungen zunehmend kontrolliert und durch Gewalt eingeschüchtert wird. So führten beispielsweise Anhänger vieler rechter Parteien am Ende des zweiten Jahrzehnts des 21. Jahrhunderts regelmäßig Märsche an Schulen durch, besonders in Zeiten politischer Unklarheit, bei denen sie „Tod den Arabern“ riefen und Kinder ermutigten, sich anzuschließen und linke Parteien und deren Anhänger anzugreifen. Organisationen, die diesen Parteien nahestehen, erstellten sogar Listen von Dozenten, die sie als „Verräter am Staat“ betrachteten, weil sie alternative Meinungen äußerten, und diffamierten Lehrer an weiterführenden Schulen durch öffentliche Bloßstellungen.

### Konservative Kreise
Politisch wird der Begriff „Medinat Tel Aviv“ häufig verwendet, um die linke Seite des politischen Spektrums zu beschreiben, und manchmal speziell, um eine Hochburg der radikalen Linken zu kennzeichnen. Der Begriff „Staat“ soll hier die Entfremdung dieser Gruppe vom Rest Israels ausdrücken, oder von den Bedürfnissen großer Teile der Bevölkerung, die nicht mit der Weltsicht der Tel Aviver Gruppe übereinstimmen. Konservative Kritik richtet sich oft gegen diese Gruppe, indem sie ihr vorwirft, autoritär zu agieren und Schlüsselpositionen in der Verwaltung und Justiz zu besetzen, ohne unbedingt im Interesse der Allgemeinheit zu handeln.

## Erwähnungen in den Medien und Etablierung des Begriffs
Obwohl er für Nicht-Israelis fremd ist, gehört der Begriff tatsächlich zu den dominierenden in Israel, insbesondere in den letzten Jahren. Er wird von Politikern aller politischen Lager sowie in Zeitungen, Publikationen und gängigen universitären Studien häufig erwähnt.
- Yediot Ahronot (die größte Mediengruppe in Israel)[3]
- Israel Hayom (die zweitgrößte Mediengruppe in Israel)[4]
- Haaretz (drittgrößte Mediengruppe, linke Politik)[5]
- Maariv (viertgrößter Nachrichtensender Israels)[6]
- TheMarker (meistgelesene Finanzhandelsblatt)[7]
- Kan11 (nationale Israeli Public Broadcasting Corporation)[8]
- Makor Rishon (beliebteste Mediengruppe der Rechten)[9]
- Walla (eine der meistbesuchten Websites und Medien-Portalen in Israel, das lokale "Yahoo")[10]
- Globes (große Finanzzeitung, inspiriert von "Financial Times")[11]
- Globes, gedruckter Artikel von 2010 (hebräisch)
- Calcalist[12]
- News13 (einer der größten Nachrichtensender Israels)[13]
- 7 Kanal (zitiert ehemalige Präsidenten Israels)[14]
- Jerusalem Post (größte englischsprachige Zeitung)[15]
- TimeOut[16]
- Kipa (relegiosische Zeitung-Portal)[17]

### Akademische Bücher
- Arnon Sofer, Yevgenia Bistrov: The state of Tel Aviv: a threat to Israel Universität von Haifa, 2006
- Maoz Azariao: Captive in her image. The Open University of Israel Press, 2021

### Akademische Bücher über den israelischen Schmelztiegel
- Kulturen in Israel - Schmelztiegel, multikulturelle Gesellschaft, Weg zur nationalen kulturellen Identität? - Master-Arbeit von Miriam Geiger

### Fernsehserien
Autonomies von HOT